# Paul af Jugoslavien
Prins Paul - på serbisk Павле Карађорђевић – (født 27. april 1893, død 14. september 1976) var regent af Jugoslavien i 1934-41.
Efter hans fætter Alexander 1. blev myrdet i 1934 blev Paul regent for den mindreårige Peter 2. Paul blev styrtet ved et statskup i 1941. Få uger senere måtte hele den kongelige familie flygte, da Nazi-Tyskland invaderede. Paul var under husarrest i Kenya resten af 2. verdenskrig.
Monarkiet blev afskaffet i 1945, og Paul vendte aldrig tilbage til Jugoslavien. Han døde i Paris.

## Familie
I 1923 giftede prins Paul sig med prinsesse Olga af Grækenland og Danmark. Parret fik tre børn: 
- Prins Alexander af Jugoslavien (født 1924)
- Prins Nikola af Jugoslavien (1928 – 1954)
- Prinsesse Elisabeth af Jugoslavien (født 1936)

## Andet
- Prinsesse Elizabeth, Pauls datter, var kandidat i Serbiens præsidentvalg 2004 – hun vandt 2.1% af stemmerne.
- Paul er morfar til den amerikanske skuespiller Catherine Oxenberg.